# ТВ-22 «Чорний ліс»

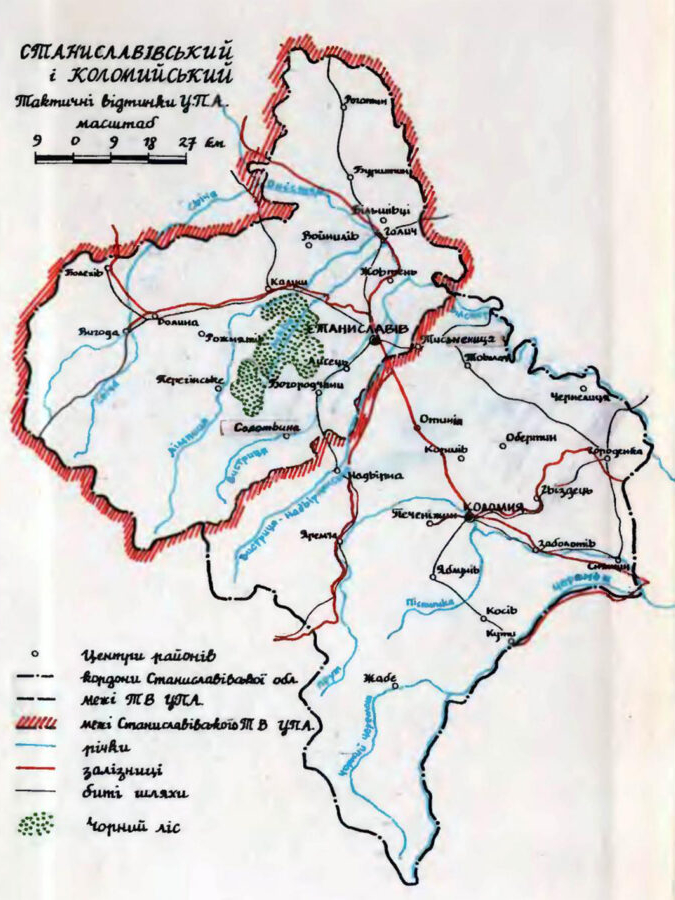
Станиславівський і Коломийський тактичні відтинки УПА.

22-й (Станиславівський) Тактичний відтинок «Чорний ліс» належав до Військової округи-4 «Говерля», групи УПА-Захід.
Командири: майор «Грегіт» (Андрусяк Василь, 25.04.1945 — †24.02.1946), поручник «Дунай» (Трач Богдан, 09.1946 — демобілізація 09.1949, †28.11.1950).
- 1-й курінь «Підкарпатський» (ств. 03.1945) — курінний «Прут» (Вацик Павло 07.01.1945 — †1.03.1946)
  - Відд. 69 «Змії» — сотенний «Різун» (Андрусяк Василь, 10.1943 — 06.1944), сотенний «Яструб» (Москалюк Онуфрій, 06.1944 — 08.1944), сотенний «Прут» (Вацик Павло, 11.1944 — 03.1945), сотенний «Сокіл» (Корж Микола, 07.01.1945 — 10.1947)
  - Відд. 70 «Заведії» — сотенний «Бойко» (Орищук Михайло, 1944-†21.01.1945), сотенний «Павло» (Когуч Павло, 1.1945-7.4.1945), сотенний «Бровко», «Буря» (Гречанюк Федір, 4.1945 — †7.01.1946), сотенний «Запорожець» (Петро, 1946)
  - Відд. 71 «Чорні чорти» ім. Гамалії — сотенний «Пиріг» (Дзюрак Дмитро, 11.11.1944 — †18.10.1946), сотенний «Морозенко» (Юсипчук Василь, †18.12.1946)
- 2-й курінь «Дзвони» (ств. 03.1945) — курінний «Хмара-1» (Мельник Петро, 03.1945 — 12.1945), курінний «Чорнота» (Чав'як Володимир, 21.12.1945 — 04.08.1947, рейд на Захід, полон 21.08.1947)
  - Відд. 72 «Стріла» — сотенний «Хмара-1» (Мельник Петро, 27.07.1944 — 10.1944), сотенний «Явір» (Петраш Михайло, 12.1944 — †30.06.1946), сотенний «Причепа» (Катамай Микола, 07.1946 — †21.01.1947)
  - Відд. 73 «Лебеді» — сотенний «Шум» (06.1944 — †20.03.1945), сотенний «Буковинець» (Пленюк Микола, 04.1945-9.1946), сотенний «Вовк» (Юрцуняк Осип, 08.1945 — 04.1946), сотенний «Мур» (05.1946 — †02.03.1948)
  - Відд. 74 «Сірі» — сотенний «Чорнота» (Чав'як Володимир, 11.1944 — 12.1945), сотенний «Сапер» (Коржак Михайло, 1946 — †30.09.1949), сотенний «Їжак» (Легуневич Дмитро, †17.05.1950)
- 3-й курінь «Смертоносці» — курінний «Благий» (Химинець Олекса, 09.1944 — †20.03.1945);курінний «Кармелюк» (Трач Христофор, 04.1945 — 08.1945), курінний «Чорний» (Рудак Данило, 08.08.1945 — 10.1946, †16.08.1948)
  - Відд. 75 «Звірі» — сотенний «Гроза» (Тарновський Михайло, 11.1944 — †08.06.1946), сотенний «Крамаренко» (Ярицький Степан, 06.1946 — 1949)
  - Відд. 76 «Залізні» — сотенний «Богун» (Ковальчук Федір, 04.1944), сотенний «Олег» (Оленюк Михайло, 10.1944 — †17.05.1945), сотенний «Вихор» (Андрейчук Іван, 05.1945 — †07.11.1946)
  - Відд. 77 «Месники» — сотенний «Благий» (Химинець Олекса, 04.1944 — 09.1944), сотенний «Вершник» (Мостиський Богдан, 10.1944 — 11.04.1945), сотенний «Бойко» (4.1945 — †21.11.1945), сотенний «Павло» (Когуч Павло, 01.1945 — демобілізація 11.1949, †14.02.1951)
- 4-й курінь «Сивуля» — курінний «Іскра» (Дячишин Ігор, 1944 — †8.10.1946); курінний «Бобик» (Яськів Василь, 10.1946 — 9.1947)
  - Відд. ?? «??» — сотенний «Чайка» (Триняк Петро, 10.1944 — †07.01.1945)
  - Відд. 78 «Верховинці» — сотенний «Вивірка» (Гусак Василь, 1945 — †9.1.1946), сотенний «Бобик» (Яськів Василь, 1946)
  - Відд. 79 «Бистрі» — сотенний «Дуденко» (Пахолків Святослав, 08.1944 — 13.01.1945), сотенний «Вихор-1» (Микитишин Федір, 01.1945 — 05.1945), сотенний «Сагайдачний» (1945 — 1946)
- 5-й курінь «Бескид» — курінний «Довбуш-1» (Гринішак Лука, 01.1945 — 12.1946, †30.05.1956)
  - Відд. 80 «Гуцули» — сотенний «Крук» (Федорак Іван, 01.1945 —), сотенний «Тур» (Борисюк Михайло, 1945), сотенний «Шабля» (Мулик Петро, осінь.1945 — літо.1946)
  - Відд. 80а «Зелені» — сотенний «Завзятий» (Свідрук Микола, 12.1944 — 07.02.1946), сотенний «Шабля» (Мулик Петро, літо — осінь.1946)